# Sisu : de l'or et du sang
Pour l’article homonyme, voir Sisu.
Pour plus de détails, voir Fiche technique et Distribution.
Sisu : de l'or et du sang (titre original : Sisu) est un film d'action historique américano-finlandais écrit et réalisé par Jalmari Helander, sorti en 2022.

## Synopsis
1944, en Laponie finlandaise, Aatami Korpi, un ancien des commando finlandais reconverti en chercheur d'or, trouve une grande quantité de métal précieux. Alors qu'il apporte son butin en ville, il croise un peloton de Waffen-SS en pleine retraite, ayant pendu des civils et capturé des femmes. Les troupes le laissent passer, mais il est attaqué par les soldats de l'arrière-garde. Après les avoir tous tués, Korpi continue sa route. L'officier du peloton, ayant entendu des tirs, revient sur ses pas et découvre le massacre. Il remarque une pépite d'or dans la main d'un des morts. Sachant que la guerre est perdue pour lui, il convoite cet or pour organiser sa fuite. S'ensuit une poursuite dans laquelle les SS vont prendre en chasse Korpi.

## Fiche technique
Sauf indication contraire, les informations mentionnées dans cette section peuvent être confirmées par les bases de données cinématographiques IMDb et Allociné,  présentes dans la section « Liens externes ».
- Titre français : Sisu : de l'or et du sang
- Titre original : Sisu
- Réalisation et scénario : Jalmari Helander
- Photographie : Kjell Lagerroos
- Montage : Juho Virolainen
- Musique : Juri Seppä, Tuomas Wäinölä
- Production : Petri Jokiranta
- Sociétés de production : Subzero Film Entertainment, Stage 6 Films, Good Chaos
- Sociétés de distribution : Nordisk Film (Pays nordiques), Lionsgate (Amérique du Nord), Dony Pictures Releasing (international), SND (France)
- Pays de production :  Finlande,  États-Unis
- Langue originale : anglais, finnois
- Format : couleur — 2,39:1
- Genre : action, guerre
- Durée : 91 minutes
- Dates de sortie :
  - Canada : 9 septembre 2022 (Festival international du film de Toronto)
  - Finlande : 27 janvier 2023
  - France : 10 avril 2023 (Festival Hallucinations collectives, à Lyon)[1] ; 21 juin 2023 (sortie nationale)
  - Suisse romande : 21 juin 2023
- Classification[2] :
  - France : interdit aux moins de 12 ans (visa d'exploitation CNC no 159540 délivré le 26 mai 2023)[3]

## Distribution
- Jorma Tommila : Aatami Korpi
- Aksel Hennie (VF : Laurent Maurel) : Bruno Helldorf
- Jack Doolan (en) (VF : Gilduin Tissier) : Wolf
- Mimosa Willamo (en) (VF : Charlotte D'Ardalhon) : Aino
- Onni Tommila (en) : Schütze

Version française dirigée par Raphaël Anciaux au studio Symphonia Films, d'après une adaptation des dialogues de Laëtitia Gomis.
 Source et légende : version française (VF) sur RS Doublage

## Accueil

### Critiques
Le film obtient des critiques positives lors de sa sortie, obtenant sur l'agrégateur de critique américain Rotten Tomatoes un score de 94 % d'après 182 critiques et une moyenne de 7,6⁄10. En France, le site Allociné propose une moyenne de 2,9⁄5, fondée sur 14 critiques de presse.

### Box-office
Le film a rapporté 14 281 199 $ de recettes mondiales, notamment 7 265 622 $ aux États-Unis et 2 604 812 $ en Finlande.
En France, le film totalise 75 083 entrées après est resté quatre semaines en salles.

## Distinctions

### Récompenses
- Festival international du film fantastique de Catalogne 2022 (Sitges) : meilleur film, meilleur acteur pour Jorma Tommila, meilleure photographie pour Kjell Lagerroos, meilleure musique pour Juri Seppä et Tuomas Wäinölä[9]
- Saturn Awards 2024 : meilleur film international[10]
- Jussis 2024 : meilleur photographie pour Kjell Lagerroos, meilleur montage pour Juho Virolainen, meilleure scénographie pour Otso Linnalaakso, meilleure conception de maquillage pour Salla Yli-Luopa[11]

### Sélection
- Hallucinations collectives 2023 (Lyon) : film de clôture[1]
- Jussis 2024 : meilleur film pour Sisu, meilleur réalisateur pour Jalmari Helander, prix du public pour l'acteur de l'année pour Jorma Tommila, meilleure conception de costumes pour Anna Vilppunen, meilleure musique pour Juri Seppä et Tuomas Wäinölä[11]